# Albo d'oro della AFC Champions League
La pagina elenca le finali della AFC Champions League, fino al 2002 nota con il nome di Campionato d'Asia per club.

## Lista delle finali

### Campionato d'Asia per club
| Stagione  | Data             | Nazionalità della squadra vincitrice | Vincitore (numero vittorie) | Finalista perdente                                                                 | Risultato                                                                          | Sede della finale                                                                  | Spettatori                                                                         |
| --------- | ---------------- | ------------------------------------ | --------------------------- | ---------------------------------------------------------------------------------- | ---------------------------------------------------------------------------------- | ---------------------------------------------------------------------------------- | ---------------------------------------------------------------------------------- |
| 1967      | 19 dicembre      | Israele                              | Hapoel Tel Aviv             | Selangor                                                                           | 2 - 1                                                                              | Bangkok, Supachalasai National Stadium                                             | 12.000                                                                             |
| 1969      | 30 gennaio       | Israele                              | Maccabi Tel Aviv            | Yangzee                                                                            | 1 - 0                                                                              | Bangkok, Supachalasai National Stadium                                             | ?                                                                                  |
| 1970      | 10 aprile        | Iran                                 | Taj                         | Hapoel Tel Aviv                                                                    | 2 - 1                                                                              | Teheran, Stadio Shahid Shiroudi                                                    | 35.000                                                                             |
| 1971      | 2 aprile         | Israele                              | Maccabi Tel Aviv (2)        | Al-Shorta                                                                          | 3 - 0                                                                              | Bangkok, Supachalasai National Stadium                                             | -                                                                                  |
| 1972      | Cancellata       | Cancellata                           | Cancellata                  | Cancellata                                                                         | Cancellata                                                                         | Cancellata                                                                         | Cancellata                                                                         |
| 1985-1986 | 29 gennaio 1986  | Corea del Sud                        | Daewoo Royals               | Al-Ahli                                                                            | 3 - 1                                                                              | Gedda, Stadio Principe Abd Allāh bin Fayṣal                                        | ?                                                                                  |
| 1986-1987 | -                | Giappone                             | Furukawa Electric           | Vincitore del turno di finale, organizzato con la formula del girone all'italiana. | Vincitore del turno di finale, organizzato con la formula del girone all'italiana. | Vincitore del turno di finale, organizzato con la formula del girone all'italiana. | Vincitore del turno di finale, organizzato con la formula del girone all'italiana. |
| 1987-1988 | -                | Giappone                             | Yomiuri                     | Al-Hilal                                                                           | Non disputata                                                                      | -                                                                                  | -                                                                                  |
| 1988-1989 | 31 marzo 1989    | Qatar                                | Al-Sadd                     | Al-Rasheed                                                                         | 3 - 2                                                                              | Baghdad, Stadio Al-Shaab                                                           | 10.000                                                                             |
| 1988-1989 | 6 aprile 1989    | Qatar                                | Al-Sadd                     | Al-Rasheed                                                                         | 0 - 1 (g.f.c.)                                                                     | Doha, Stadio Jassim bin Hamad                                                      | 5.000                                                                              |
| 1989-1990 | 22 aprile 1990   | Cina                                 | Liaoning                    | Nissan Motors                                                                      | 2 - 1                                                                              | Yokohama, Mitsuzawa Stadium                                                        | ?                                                                                  |
| 1989-1990 | 24 aprile 1990   | Cina                                 | Liaoning                    | Nissan Motors                                                                      | 1 - 1                                                                              | Shenyang, Tiexi New District Sports Center                                         | ?                                                                                  |
| 1990-1991 | 29 luglio 1991   | Iran                                 | Esteghlal (2)               | Liaoning                                                                           | 2 - 1                                                                              | Dacca, Bangabandhu National Stadium                                                | ?                                                                                  |
| 1991-1992 | 22 dicembre 1991 | Arabia Saudita                       | Al-Hilal                    | Esteghlal                                                                          | 1 - 1 (dts) (4-3 dtr)                                                              | Doha, Stadio internazionale Khalifa                                                | ?                                                                                  |
| 1992-1993 | 22 gennaio 1993  | Iran                                 | PAS Teheran                 | Al-Shabab                                                                          | 1 - 0                                                                              | Teheran, Al Ahli Stadium                                                           | ?                                                                                  |
| 1993-1994 | 7 febbraio 1994  | Thailandia                           | Thai Farmers Bank           | Oman Club                                                                          | 2 - 1                                                                              | Bangkok, Supachalasai National Stadium                                             | ?                                                                                  |
| 1994-1995 | 29 gennaio 1995  | Thailandia                           | Thai Farmers Bank (2)       | Al-Arabi                                                                           | 1 - 0                                                                              | Bangkok, Supachalasai National Stadium                                             | ?                                                                                  |
| 1995      | 29 dicembre      | Corea del Sud                        | Ilhwa Chunma                | Al-Nassr                                                                           | 1 - 0 (dts)                                                                        | Riyadh, Stadio internazionale Re Fahd                                              | ?                                                                                  |
| 1996-1997 | 9 marzo 1997     | Corea del Sud                        | Pohang Steelers             | Ilhwa Chunma                                                                       | 2 - 1 (dts)                                                                        | Kuala Lumpur, Stadio nazionale di Bukit Jalil                                      | ?                                                                                  |
| 1997-1998 | 5 aprile 1998    | Corea del Sud                        | Pohang Steelers (2)         | Dalian Shide                                                                       | 0 - 0 (dts) (6-5 dtr)                                                              | Hong Kong, Hong Kong Stadium                                                       | ?                                                                                  |
| 1998-1999 | 30 aprile 1999   | Giappone                             | Júbilo Iwata                | Esteghlal                                                                          | 2 - 1                                                                              | Teheran, Stadio Azadi                                                              | 121.000                                                                            |
| 1999-2000 | 22 aprile 2000   | Arabia Saudita                       | Al-Hilal (2)                | Júbilo Iwata                                                                       | 3 - 2 (dts)                                                                        | Riyadh, Stadio internazionale Re Fahd                                              | 40.000                                                                             |
| 2000-2001 | 26 maggio 2001   | Corea del Sud                        | Suwon Bluewings             | Júbilo Iwata                                                                       | 2 - 1                                                                              | Suwon, Suwon World Cup Stadium                                                     | ?                                                                                  |
| 2001-2002 | 5 aprile 2002    | Corea del Sud                        | Suwon Bluewings (2)         | Anyang LG Cheetahs                                                                 | 0 - 0 (dts) (4-2 dtr)                                                              | Teheran, Stadio Azadi                                                              | ?                                                                                  |

### AFC Champions League
| Stagione  | Data             | Nazionalità della squadra vincitrice | Vincitore (numero vittorie) | Finalista perdente | Risultato             | Sede della finale                           | Spettatori |
| --------- | ---------------- | ------------------------------------ | --------------------------- | ------------------ | --------------------- | ------------------------------------------- | ---------- |
| 2002-2003 | 3 ottobre 2003   | Emirati Arabi Uniti                  | Al-Ain                      | BEC Tero Sasana    | 2 - 0                 | Al-'Ayn, Stadio Tahnoun Bin Mohamed         | ?          |
| 2002-2003 | 11 ottobre 2003  | Emirati Arabi Uniti                  | Al-Ain                      | BEC Tero Sasana    | 0 - 1                 | Bangkok, Stadio Rajamangala                 | ?          |
| 2004      | 24 novembre 2004 | Arabia Saudita                       | Al-Ittihad                  | Ilhwa Chunma       | 5 - 0                 | Gedda, Stadio Principe Abd Allāh bin Fayṣal | ?          |
| 2004      | 1º dicembre 2004 | Arabia Saudita                       | Al-Ittihad                  | Ilhwa Chunma       | 1 - 3                 | Seongnam, Seongnam Sports Complex           | ?          |
| 2005      | 26 ottobre 2005  | Arabia Saudita                       | Al-Ittihad (2)              | Al-Ain             | 1 - 1                 | Al-'Ayn, Stadio Tahnoun bin Mohammed        | ?          |
| 2005      | 5 novembre 2005  | Arabia Saudita                       | Al-Ittihad (2)              | Al-Ain             | 4 - 2                 | Gedda, Stadio Principe Abd Allāh bin Fayṣal | ?          |
| 2006      | 1º novembre 2006 | Corea del Sud                        | Jeonbuk Hyundai             | Al-Karamah         | 2 - 0                 | Jeonju, Jeonju World Cup Stadium            | 25 830     |
| 2006      | 8 novembre 2006  | Corea del Sud                        | Jeonbuk Hyundai             | Al-Karamah         | 1 - 2                 | Homs, Stadio Khalid ibn al-Walid            | 40 000     |
| 2007      | 7 novembre 2007  | Giappone                             | Urawa Reds                  | Sepahan            | 1 - 1                 | Esfahan, Foolad Shahr Stadium               | 30 000     |
| 2007      | 14 novembre 2007 | Giappone                             | Urawa Reds                  | Sepahan            | 2 - 0                 | Saitama, Saitama Stadium                    | 59 043     |
| 2008      | 5 novembre 2008  | Giappone                             | Gamba Osaka                 | Adelaide Utd       | 3 - 0                 | Osaka, Osaka Expo '70 Stadium               | 20 639     |
| 2008      | 12 novembre 2008 | Giappone                             | Gamba Osaka                 | Adelaide Utd       | 2 - 0                 | Adelaide, Hindmarsh Stadium                 | 17 000     |
| 2009      | 7 novembre 2009  | Corea del Sud                        | Pohang Steelers (3)         | Al-Ittihad         | 2 - 1                 | Tokyo, National Stadium                     | 25 743     |
| 2010      | 13 novembre 2010 | Corea del Sud                        | Ilhwa Chunma (2)            | Zob Ahan           | 2 - 1                 | Tokyo, National Stadium                     | 50 000     |
| 2011      | 5 novembre 2011  | Qatar                                | Al-Sadd (2)                 | Jeonbuk Hyundai    | 2 - 2 (dts) (4-2 dtr) | Jeonju, Jeonju World Cup Stadium            | 41 805     |
| 2012      | 10 novembre 2012 | Corea del Sud                        | Ulsan HD                    | Al-Ahli            | 3 - 0                 | Ulsan, Ulsan Munsu Football Stadium         | 42 153     |
| 2013      | 26 ottobre 2013  | Cina                                 | Guangzhou E.                | Seoul              | 2 - 2                 | Seul, Seoul World Cup Stadium               | 55 501     |
| 2013      | 9 novembre 2013  | Cina                                 | Guangzhou E.                | Seoul              | 1 - 1 (gfc)           | Canton, Tianhe Stadium                      | 55 847     |
| 2014      | 25 ottobre 2014  | Australia                            | Western Sydney              | Al-Hilal           | 1 - 0                 | Sydney, Parramatta Stadium                  | 20 053     |
| 2014      | 1º novembre 2014 | Australia                            | Western Sydney              | Al-Hilal           | 0 - 0                 | Riyadh, Stadio internazionale Re Fahd       | 63 763     |
| 2015      | 7 novembre 2015  | Cina                                 | Guangzhou E. (2)            | Al-Ahli Dubai      | 0 - 0                 | Dubai, Stadio Al-Rashid                     | 9 480      |
| 2015      | 21 novembre 2015 | Cina                                 | Guangzhou E. (2)            | Al-Ahli Dubai      | 1 - 0                 | Canton, Stadio di Tianhe                    | 42 499     |
| 2016      | 19 novembre 2016 | Corea del Sud                        | Jeonbuk Hyundai (2)         | Al-Ain             | 2 - 1                 | Jeonju, Jeonju World Cup Stadium            | 36 158     |
| 2016      | 26 novembre 2016 | Corea del Sud                        | Jeonbuk Hyundai (2)         | Al-Ain             | 1 - 1                 | Al-'Ayn, Stadio Hazza bin Zayed             | 23 239     |
| 2017      | 18 novembre 2017 | Giappone                             | Urawa Reds (2)              | Al-Hilal           | 1 - 1                 | Riyadh, Stadio internazionale Re Fahd       | 59 136     |
| 2017      | 25 novembre 2017 | Giappone                             | Urawa Reds (2)              | Al-Hilal           | 1 - 0                 | Saitama, Saitama Stadium                    | 57 727     |
| 2018      | 3 novembre 2018  | Giappone                             | Kashima Antlers             | Persepolis         | 2 - 0                 | Kashima, Kashima Soccer Stadium             | 35 022     |
| 2018      | 10 novembre 2018 | Giappone                             | Kashima Antlers             | Persepolis         | 0 - 0                 | Teheran, Stadio Azadi                       | 100 000    |
| 2019      | 9 novembre 2019  | Arabia Saudita                       | Al-Hilal (3)                | Urawa Reds         | 1 - 0                 | Riyadh, Stadio dell'Università Re Sa'ud     | 22 549     |
| 2019      | 24 novembre 2019 | Arabia Saudita                       | Al-Hilal (3)                | Urawa Reds         | 2 - 0                 | Saitama, Saitama Stadium                    | 58 109     |
| 2020      | 19 dicembre 2020 | Corea del Sud                        | Ulsan HD (2)                | Persepolis         | 2 - 1                 | Al Wakrah, Al Janoub Stadium                | ?          |
| 2021      | 23 novembre 2021 | Arabia Saudita                       | Al-Hilal (4)                | Pohang Steelers    | 2 - 0                 | Riad, Stadio internazionale Re Fahd         | ?          |
| 2022      | 29 aprile 2023   | Giappone                             | Urawa Reds (3)              | Al-Hilal           | 1 - 1                 | Riyadh, Stadio internazionale Re Fahd       | 50 881     |
| 2022      | 6 maggio 2023    | Giappone                             | Urawa Reds (3)              | Al-Hilal           | 1 - 0                 | Saitama, Saitama Stadium                    | 53 574     |
| 2023-2024 | 11 maggio 2024   | Emirati Arabi Uniti                  | Al-Ain (2)                  | Yokohama Marinos   | 1 - 2                 | Yokohama, Stadio internazionale di Yokohama | ?          |
| 2023-2024 | 25 maggio 2024   | Emirati Arabi Uniti                  | Al-Ain (2)                  | Yokohama Marinos   | 5 - 1                 | al-'Ayn, Stadio Hazza bin Zayed             | ?          |

## Vittorie per squadra
| Squadra           | Nazione             | Vittorie | Stagioni                         |
| ----------------- | ------------------- | -------- | -------------------------------- |
| Al-Hilal          | Arabia Saudita      | 4        | 1991-1992, 1999-2000, 2019, 2021 |
| Pohang Steelers   | Corea del Sud       | 3        | 1996-1997, 1997-1998, 2009       |
| Urawa Reds        | Giappone            | 3        | 2007, 2017, 2022                 |
| Maccabi Tel Aviv  | Israele             | 2        | 1969, 1971                       |
| Esteghlal         | Iran                | 2        | Taj: 1970 1990-1991              |
| Thai Farmers Bank | Thailandia          | 2        | 1993-1994, 1994-1995             |
| Suwon Bluewings   | Corea del Sud       | 2        | 2000-2001, 2001-2002             |
| Al-Ittihad        | Arabia Saudita      | 2        | 2004, 2005                       |
| S. Ilhwa Chunma   | Corea del Sud       | 2        | Ilhwa Chunma: 1995-1996 2010     |
| Al-Sadd           | Qatar               | 2        | 1988-1989, 2011                  |
| Guangzhou E.      | Cina                | 2        | 2013, 2015                       |
| Jeonbuk Hyundai   | Corea del Sud       | 2        | 2006, 2016                       |
| Ulsan HD          | Corea del Sud       | 2        | 2012, 2020                       |
| Al-Ain            | Emirati Arabi Uniti | 2        | 2002-2003, 2023-2024             |
| Hapoel Tel Aviv   | Israele             | 1        | 1967                             |
| Busan IPark       | Corea del Sud       | 1        | Daewoo Royals: 1984-1985         |
| JEF United        | Giappone            | 1        | Furukawa Electric: 1986          |
| Tokyo Verdy       | Giappone            | 1        | Yomiuri: 1987-1988               |
| Liaoning          | Cina                | 1        | 1989-1990                        |
| PAS Teheran       | Iran                | 1        | 1992-1993                        |
| Júbilo Iwata      | Giappone            | 1        | 1998-1999                        |
| Gamba Osaka       | Giappone            | 1        | 2008                             |
| Kashima Antlers   | Giappone            | 1        | 2018                             |
| Western Sydney    | Australia           | 1        | 2014                             |

## Vittorie per nazione
| Nazione             | Vittorie | Finali perse |
| ------------------- | -------- | ------------ |
| Corea del Sud       | 12       | 6            |
| Giappone            | 8        | 4            |
| Arabia Saudita      | 6        | 8            |
| Iran                | 3        | 6            |
| Cina                | 3        | 2            |
| Israele             | 3        | 1            |
| Emirati Arabi Uniti | 2        | 3            |
| Qatar               | 2        | 1            |
| Thailandia          | 2        | 1            |
| Australia           | 1        | 1            |
| Iraq                | 0        | 2            |
| Siria               | 0        | 2            |
| Malaysia            | 0        | 1            |
| Oman                | 0        | 1            |